# Markéta Irglová
Markéta Irglová (* 28. Februar 1988 in Valašské Meziříčí) ist eine tschechische Musikerin, Sängerin und Schauspielerin.

## Leben und Schaffen
Im Alter von sieben Jahren kam Markéta zur Musik. Ihre Eltern schenkten ihr das erste Piano und meldeten sie in der Musikschule an. Mit neun Jahren lernte sie von ihrem Vater das Gitarrespielen. Ihr Vater betreute ein Konzert von Glen Hansards Band The Frames und lud die Gruppe anschließend in sein Haus ein. Damals war Markéta 13 Jahre alt. Hansard besuchte ihren Vater über die Jahre hinweg, um vor Ort Songs zu schreiben.
Gemeinsam schrieben Hansard und Irglová 2006 die Filmmusik zum irischen Film Once, in dem sie zudem als Hauptdarsteller auftraten. Für den Song Falling Slowly erhielten sie 2008 den Oscar für den besten Song. Der Film gewann zudem den Zuschauerpreis des Sundance Film Festivals. Außerdem wurde Once für einen Grammy nominiert und erhielt den LAFCA-Preis 2007 für die beste Filmmusik.
Das erste gemeinsame Album als The Swell Season erschien 2006. Ende Oktober 2009 folgte das zweite Album Strict Joy. Im Herbst 2011 folgte die Veröffentlichung von Irglovás erstem Soloalbum Anar. Im selben Jahr wurde der Dokumentarfilm The Swell Season – Die Liebesgeschichte nach Once veröffentlicht, der sich mit dem Leben von Hansard und Irglová nach dem Erfolg des Films Once beschäftigt. Die beiden unterhielten infolge des Films eine Beziehung miteinander.
2011 zog Irglová nach New York und heiratete im Juli 2011 den Tontechniker Tim Iseler (Iseler Communication), mit dessen Unterstützung sie ihr Album Anar aufnahm. 2012 folgten die Scheidung von Iseler und der Umzug nach Island, wo Irglová 2014 ihr Solo-Album Muna aufnahm.
Im März 2022 nahm sie mit Mögulegt am isländischen Vorentscheid Söngvakeppnin 2022 zum Eurovision Song Contest teil. Sie schied jedoch vorzeitig im zweiten Halbfinale aus. Im Januar 2023 nahm sie am Eurovision Song CZ 2023 teil.
Mit ihrem Partner Sturla Míó Þórisson, einem Musiker und Produzenten, bekam sie im November 2013 eine Tochter namens Árveig Sturludóttir und im August 2015 einen Sohn namens Eyvindur Högni.

## Diskografie
mit The Swell Season
- 2009: Strict Joy

mit Jihočeská Filharmonie
- 2024: Spirit is here too

Solo
- 2011: Anar
- 2014: Muna
- 2022: Lila